# Alitretynoina
Alitretynoina – organiczny związek chemiczny, analog kwasu retinowego, stosowany jako lek przeciwnowotworowy w leczeniu mięsaka Kaposiego.

## Mechanizm działania
Alitretynoina jest występującym w organizmie hormonem endogennym, wywodzącym się z witaminy A. Związek ten aktywuje wszystkie poznane dotychczas podtypy wewnątrzkomórkowych receptorów retinoidowych: RARα, RARβ, RARγ, RXRα, RXRβ, RXRγ, przez co powoduje, iż receptory te zaczynają działać jako czynniki transkrypcyjne zależne od ligandów, które sterują ekspresją specyficznych genów. Regulacja ekspresji tych genów ma związek z procesem różnicowania i namnażania komórek, bez względu na to, czy są one zdrowe czy też zrakowaciałe. Nie wiadomo jednak dokładnie, jaki mechanizm odpowiada za skuteczność miejscowego leczenia mięsaka Kaposiego w przebiegu AIDS. Alitretynoina hamuje wzrost komórek mięsaka Kaposiego u 66,7% pacjentów w próbach klinicznych.

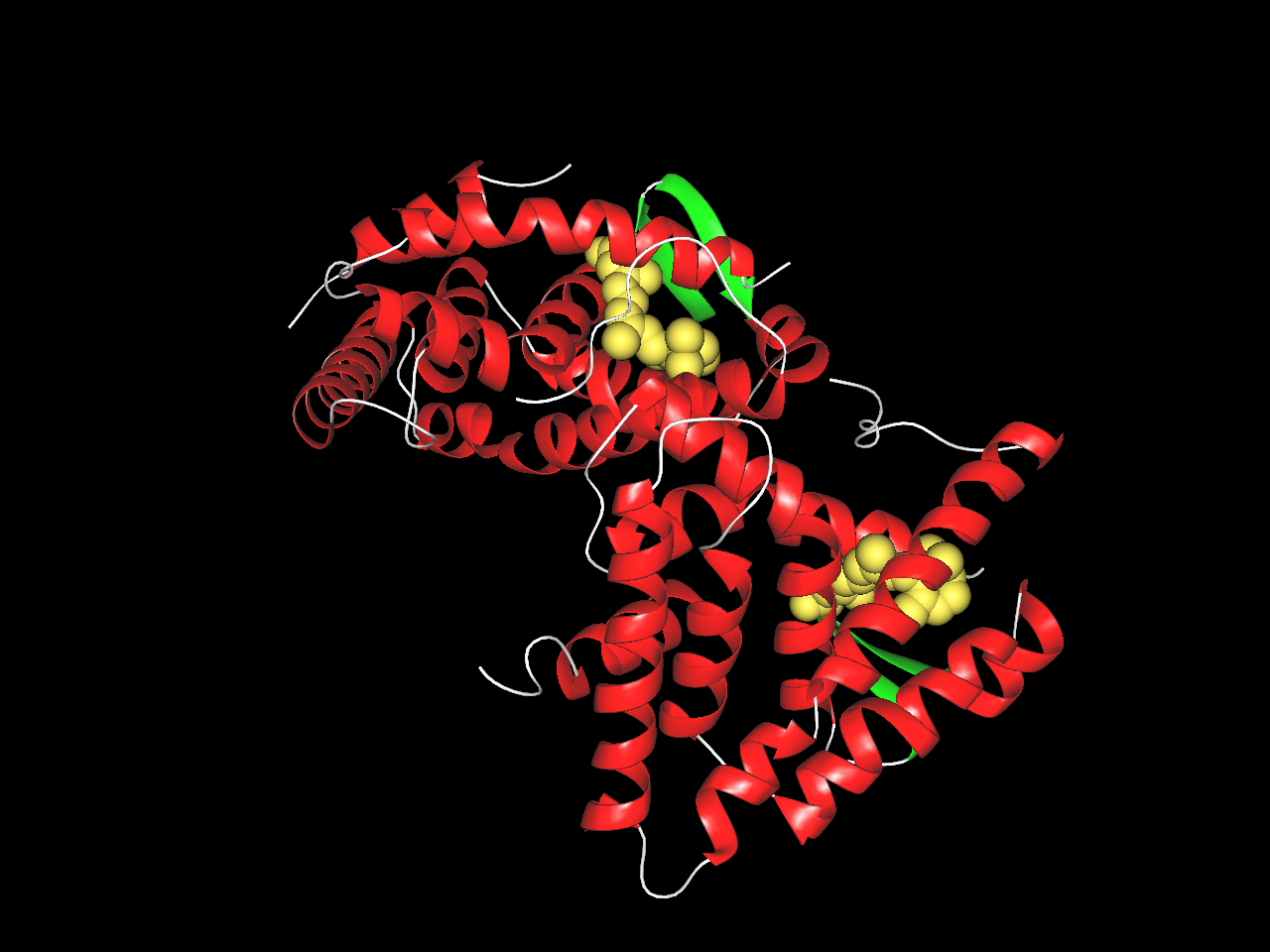
Budowa receptora retinoidowego RXRα powiązanego z jego naturalnym ligandem – alitretynoiną. Jasnożółtym kolorem zaznaczono cząsteczki alitretynoiny.

## Farmakokinetyka
Lek podawany jest miejscowo, choć badania kliniczne nie wskazują na to, by wchłaniał się przez skórę. U chorych leczonych alitretynoiną badano stężenie kwasu 9-cis-retinowego przez okres 60 tygodni. Nie stwierdzono, by stosowanie miejscowe alitretynoiny powodowało zwiększenie jego stężenia we krwi w porównaniu osobami nieleczonymi tym lekiem.

## Wskazania
Alitretynoina stosowana jest w postaci żelu do stosowania miejscowego w leczeniu mięsaka Kaposiego w przebiegu AIDS, o ile:
- zmiany skórne nie są objęte żadnym owrzodzeniem ani obrzękiem limfatycznym,
- nie ma jednoczesnej konieczności leczenia trzewnego mięsaka Kaposiego,
- ogólne leczenie przeciwretrowirusowe nie powoduje ustąpienia zmian skórnych,
- zastosowanie innych metod leczenia (np. radio- i chemioterapii) nie jest możliwe lub odpowiednie.

Leczenie alitretynoiną powinno trwać nie mniej niż 12 tygodni.

## Przeciwwskazania
- nadwrażliwość na alitretynoinę, inne retinoidy lub na jakikolwiek inny składnik preparatu,
- ciąża i karmienie piersią,
- leczenie mięsaka Kaposiego znajdującego się w pobliżu innych zmian skórnych,
- dzieci i młodzież do 18. roku życia (ze względu na brak badań).

## Ostrzeżenia specjalne
- Leczenie alitretynoiną powinno być prowadzone przez lekarza mającego doświadczenie w leczeniu mięsaka Kaposiego.
- Należy poinformować pacjenta, aby unikał nadmiernej ekspozycji na światło słoneczne lub promieniowanie ultrafioletowe, ze względu na możliwość wystąpienia reakcji nadwrażliwości.
- Nie należy przekraczać dobowej normy spożycia witaminy A podczas leczenia alitretynoiną.
- Badania na zwierzętach wskazują, że alitretynoina wykazuje, podobnie jak inne retinoidy, działanie uszkadzające płód. Dlatego też kobiety w wieku rozrodczym, które są leczone alitretynoinę, muszą stosować skuteczną antykoncepcję przez całą terapię, a także miesiąc po jej zakończeniu.
- Brak szczegółowych badań dotyczących skuteczności leczenia u kobiet i mężczyzn po 65. roku życia. W tych grupach rzadko obserwuje się występowanie mięsaka Kaposiego.
- Należy obserwować działania niepożądane pojawiające się w miejscu zastosowania leku. W przypadku ich znacznego nasilenia, należy zmniejszyć częstość jego podawania lub zrezygnować z leczenia alitretynoiną.

## Interakcje
Zaleca się unikanie stosowania innych substancji na zmiany skórne leczone alitretynoiną. Można stosować oleje mineralne w celu uniknięcia świądu i wysuszenia skóry z zachowaniem dwugodzinnego odstępu przed i po nałożeniu preparatu. Alitretynoina znacznie zwiększa toksyczność N,N-dietylo-m-toluamidu (DEET), który jest składnikiem wielu środków odstraszających owady. Brak informacji wskazujących na interakcje alitretynoiny z preparatami podawanymi ogólnoustrojowo.

## Działania niepożądane
Działania niepożądane powodowane przez alitretynoinę są podobne do tych, jakie występują podczas stosowania innych retinoidów. Częstość i nasilenie ich występowania wiąże się z częstością stosowania alitretynoiny. Objawy uboczne, w przeważającej większości, mają charakter miejscowy. Najczęściej występują:
- pękanie naskórka, powstawanie strupów, wysięki, wysypka i inne zmiany skórne o różnym nasileniu[12],
- ból, kłucie, mrowienie w miejscu nałożenia preparatu,
- krwawienia ze zmiany skórnej lub wokół niej, obrzęk, w tym obrzęki obwodowe.

Rzadziej mogą pojawić się:
- uogólnione powiększenie węzłów chłonnych,
- zapalenie tkanki łącznej,
- zapalenie żył,
- zakażenia zmiany skórnej.

## Preparaty
- Panretin – Eisai Ltd. – żel 0,1% (1 mg alitretynoiny na 1 g żelu).